# Brocchinia micrantha
Brocchinia micrantha es una especie del género Brocchinia. Esta especie es nativa de Venezuela.

## Taxonomía
Brocchinia micrantha fue descrito por (Baker) Mez  y publicado en Flora Brasiliensis 3(3): 464. 1894.
Etimología
Brocchinia: nombre genérico que fue otorgado en honor del naturalista italiano Giovanni Battista Brocchi.
micrantha: epíteto latino que significa "con flor pequeña".
Sinonimia
- Brocchinia andreana Baker
- Brocchinia cordylinoides Baker
- Brocchinia demerarensis Baker
- Cordyline micrantha Baker